# IAAF Golden League 2001
La IAAF Golden League 2001 è stata la IV edizione della IAAF Golden League, circuito internazionale di meeting di atletica leggera organizzato annualmente dalla IAAF dal 1998 al 2009, facente parte del circuito di meeting IAAF Grand Prix (dal 1998 al 2005) divenuto poi IAAF World Athletics Tour (dal 2006 al 2009).

## Calendario
| # | Meeting                     | Città      | Nazione  | Data      |
| - | --------------------------- | ---------- | -------- | --------- |
| 1 | Golden Gala                 | Roma       | Italia   | 20 giugno |
| 2 | Meeting Gaz de France       | Parigi     | Francia  | 6 luglio  |
| 3 | Bislett Games               | Oslo       | Norvegia | 13 luglio |
| 4 | Herculis                    | Montecarlo | Monaco   | 20 luglio |
| 5 | Weltklasse Zürich           | Zurigo     | Svizzera | 17 agosto |
| 6 | Memorial Van Damme          | Bruxelles  | Belgio   | 24 agosto |
| 7 | Internationales Stadionfest | Berlino    | Germania | 31 agosto |

## Vincitori del jackpot
| Anno | Vincitore          | Gara                     | Premio                    |
| ---- | ------------------ | ------------------------ | ------------------------- |
| 2001 | André Bucher       | 800 m                    | Lingotto d'oro da 8,33 kg |
| 2001 | Hicham El Guerrouj | 1500 m / miglio / 2000 m | Lingotto d'oro da 8,33 kg |
| 2001 | Allen Johnson      | 110 m hs                 | Lingotto d'oro da 8,33 kg |
| 2001 | Marion Jones       | 100 m                    | Lingotto d'oro da 8,33 kg |
| 2001 | Violeta Szekely    | 1500 m                   | Lingotto d'oro da 8,33 kg |
| 2001 | Olga Yegorova      | 3000 m / 5000 m          | Lingotto d'oro da 8,33 kg |